# Rogem Safir
Rogem Ṣafir (en hébreu רגם צפיר) est un petit fort romain dans le Néguev, en Israël. Il se trouve au pied de la route romaine de Ma'aleh Aqrabbim, à un kilomètre et demi au sud-est de Hurvat Ṣafir.